# Micropolypodium pseudotrichomanoides
Micropolypodium pseudotrichomanoides là một loài dương xỉ trong họ Polypodiaceae. Loài này được Hayata Hayata mô tả khoa học đầu tiên năm 1928.